# Kærhøge
Kærhøge (Circus) er en slægt af fugle i høgefamilien med omkring 16 arter, der tilsammen er udbredt over næsten hele verden.
Kærhøgene er en slægt af middelstore rovfugle med lange og slanke vinger. Fodens tarse er lang og spinkel. Fjerene omkring øjnene sidder arrangeret i kranse og kan derfor minde om sløret hos uglerne. Slægtens videnskabelige navn, Circus, er afledt af oldgræsk, kirkos, som henviser til en rovfugl med en cirklende flugt.

## Arter
- Rørhøg, Circus aeruginosus
- Plettet rørhøg, Circus spilonotus
- Pletrygget rørhøg, Circus spilothorax
- Australsk rørhøg, Circus approximans
- Afrikansk rørhøg, Circus ranivorus
- Réunionrørhøg, Circus maillardi
- Madagaskarrørhøg, Circus macrosceles
- Langvinget kærhøg, Circus buffoni

- Perlekærhøg, Circus assimilis
- Sort kærhøg, Circus maurus
- Blå kærhøg, Circus cyaneus
- Amerikansk kærhøg, Circus hudsonius
- Grå kærhøg, Circus cinereus
- Steppehøg, Circus macrourus
- Broget kærhøg, Circus melanoleucos
- Hedehøg, Circus pygargus